# EC Dornbirn
EC Dornbirn je avstrijski hokejski klub, ki od sezone 2012/13 nastopa v ligi EBEL. Domače tekme igrajo v Dornbirnu, Avstrija, v dvorani Messestadion Dornbirn.

## Znameniti hokejisti
- Nik Zupančič